# Ким Му Гё
Ким Му Гё (кор. 김무교?, 金戊校?, 27 августа 1975) — южнокорейская спортсменка, игрок в настольный теннис, призёр чемпионатов мира и Олимпийских игр.

## Биография
Родилась в 1975 году в Кёнджу. В 1993 году стала бронзовой призёркой чемпионата мира. На чемпионате мира 1995 года завоевала серебряную медаль. В 1996 году приняла участие в Олимпийских играх в Атланте, где заняла 4-е место в парном разряде. На чемпионатах мира 1999, 2000 и 2001 годов вновь завоёвывала бронзовые медали. В 2000 году стала бронзовым призёром Олимпийских игр в Сиднее в парном разряде.